# مسابقات قهرمانی ژیمناستیک آسیا
مسابقات ژیمناستیک آسیا (به انگلیسی: Asian Gymnastics Championship) مسابقات ژیمناستیک در قاره آسیا است که توسط اتحادیه ژیمناستیک آسیا برگزار می‌شود.

## هنری
| # | سال  | میزبان         | تاریخ                    |
| - | ---- | -------------- | ------------------------ |
| ۱ | ۱۹۹۶ | چانگشا، چین    |                          |
| ۲ | ۲۰۰۳ | گوانگ‌ژو، چین   | نوامبر ۲۲–۲۵، ۲۰۰۳       |
| ۳ | ۲۰۰۶ | سورات، هند     | ژوئیه ۳۰ – آگوست ۳، ۲۰۰۶ |
| ۴ | ۲۰۰۸ | دوحه، قطر      | نوامبر ۱۵–۱۸، ۲۰۰۸       |
| ۵ | ۲۰۱۲ | پوتیان، چین    | نوامبر ۱۱–۱۴، ۲۰۱۲       |
| ۶ | ۲۰۱۵ | هیروشیما، ژاپن | ۳۱ ژوئیه – ۲ اوت ۲۰۱۵    |

## ریتمیک
| # | سال  | میزبان           | تاریخ                    |
| - | ---- | ---------------- | ------------------------ |
| ۱ | ۱۹۹۶ | چانگشا، چین      |                          |
| ۲ | ۲۰۰۴ | یانگژو، چین      | ژوئن ۱۰–۱۳، ۲۰۰۴         |
| ۳ | ۲۰۰۶ | سورات، هند       | ژوئیه ۳۰ – آگوست ۳، ۲۰۰۶ |
| ۴ | ۲۰۰۹ | آستانه، قزاقستان | اکتبر ۱۵–۱۸، ۲۰۰۹        |
| ۵ | ۲۰۱۱ | آستانه، قزاقستان | ژوئن ۱۵–۱۷، ۲۰۱۱         |
| ۶ | ۲۰۱۳ | تاشکند، ازبکستان | ژوئن ۵–۸، ۲۰۱۳           |
| ۷ | ۲۰۱۵ | جچئون، کره جنوبی | ۱۰–۱۳ ژوئن ۲۰۱۵          |

## آکروباتیک
| # | سال  | میزبان                   | تاریخ              |
| - | ---- | ------------------------ | ------------------ |
| ۱ | ۱۹۹۲ | هنگ کنگ                  |                    |
| ۲ | ۱۹۹۴ | شنژن، چین                |                    |
| ۳ | ۱۹۹۶ | کاواساکی، کاناگاوا، ژاپن |                    |
| ۴ | ۲۰۱۰ | آلماآتی، قزاقستان        | مه ۲۷–۲۹، ۲۰۱۰     |
| ۵ | ۲۰۱۳ | قزاقستان                 |                    |
| ۶ | ۲۰۱۵ | Linan, جمهوری خلق چین    | ۱۷–۱۹ سپتامبر ۲۰۱۵ |

## آیروبیک
| # | سال  | میزبان                | تاریخ              |
| - | ---- | --------------------- | ------------------ |
| ۱ | ۲۰۰۹ | بانکوک، تایلند        | مارس ۲۷–۲۹، ۲۰۰۹   |
| ۲ | ۲۰۱۰ | هوشی‌مین، ویتنام       | دسامبر ۱۶–۱۸، ۲۰۱۰ |
| ۳ | ۲۰۱۲ | پالم‌بانگ، اندونزی     | اکتبر ۱۸–۱۹، ۲۰۱۲  |
| ۴ | ۲۰۱۴ | Hoengseong, کره جنوبی | ۱۹–۲۱ نوامبر ۲۰۱۴  |

## تراموپولین
| # | سال  | میزبان     | تاریخ         |
| - | ---- | ---------- | ------------- |
| 3 | ۲۰۱۴ | چیبا, ژاپن | ۲–۴ ژوئن ۲۰۱۴ |